# 成城石井
株式会社成城石井（せいじょういしい、英: SEIJO ISHII CO.,LTD.）は、日本のスーパーマーケット。神奈川県横浜市西区に本社（登記上の本店は東京都世田谷区成城）を置き、関東地方を中心に東北地方・中部地方・近畿地方・中国地方に店舗を展開するチェーンストアである。三菱商事・KDDI傘下のローソンの完全子会社である。

## 概説

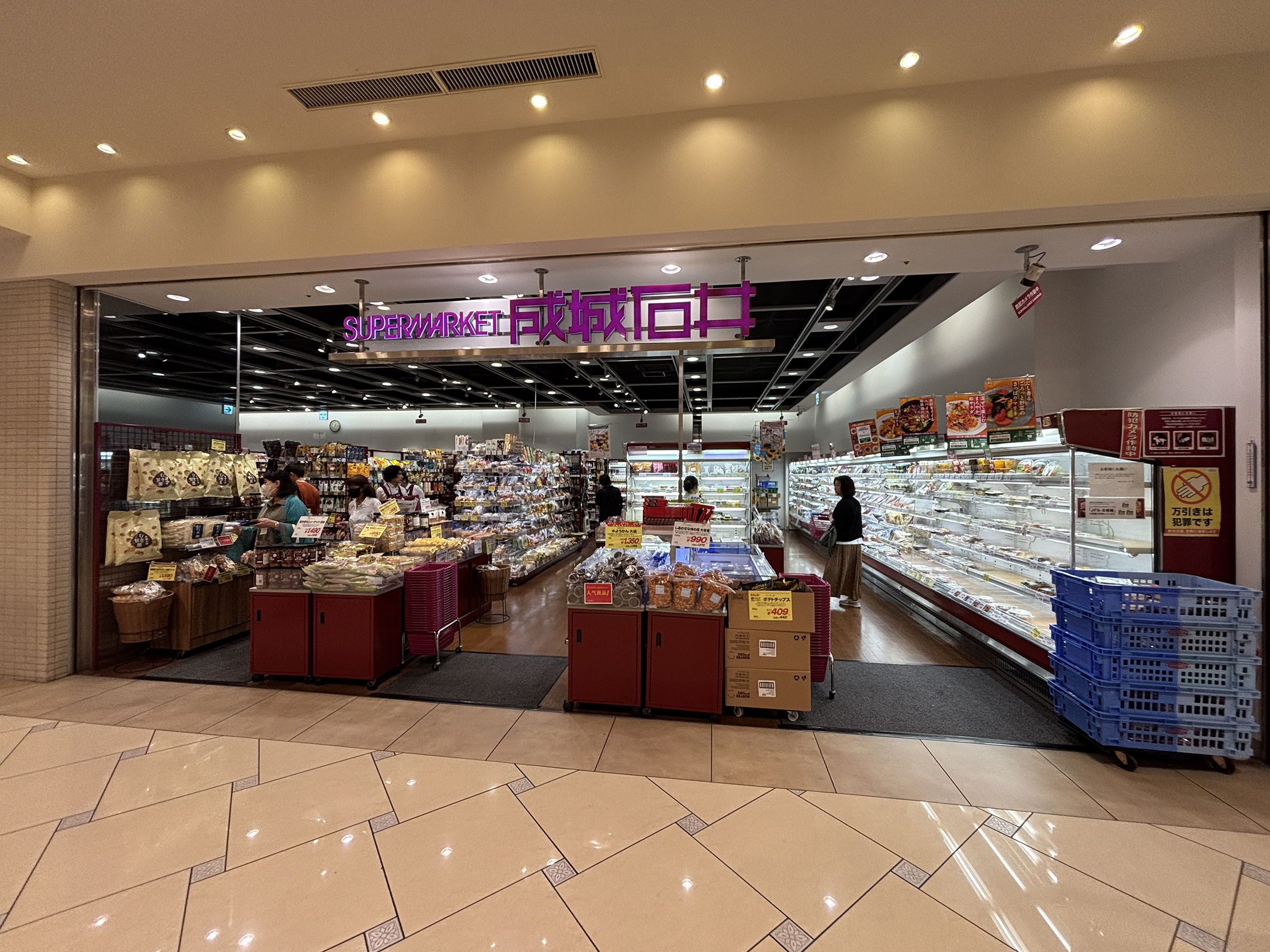
成城石井大阪市あべのキューズタウン店

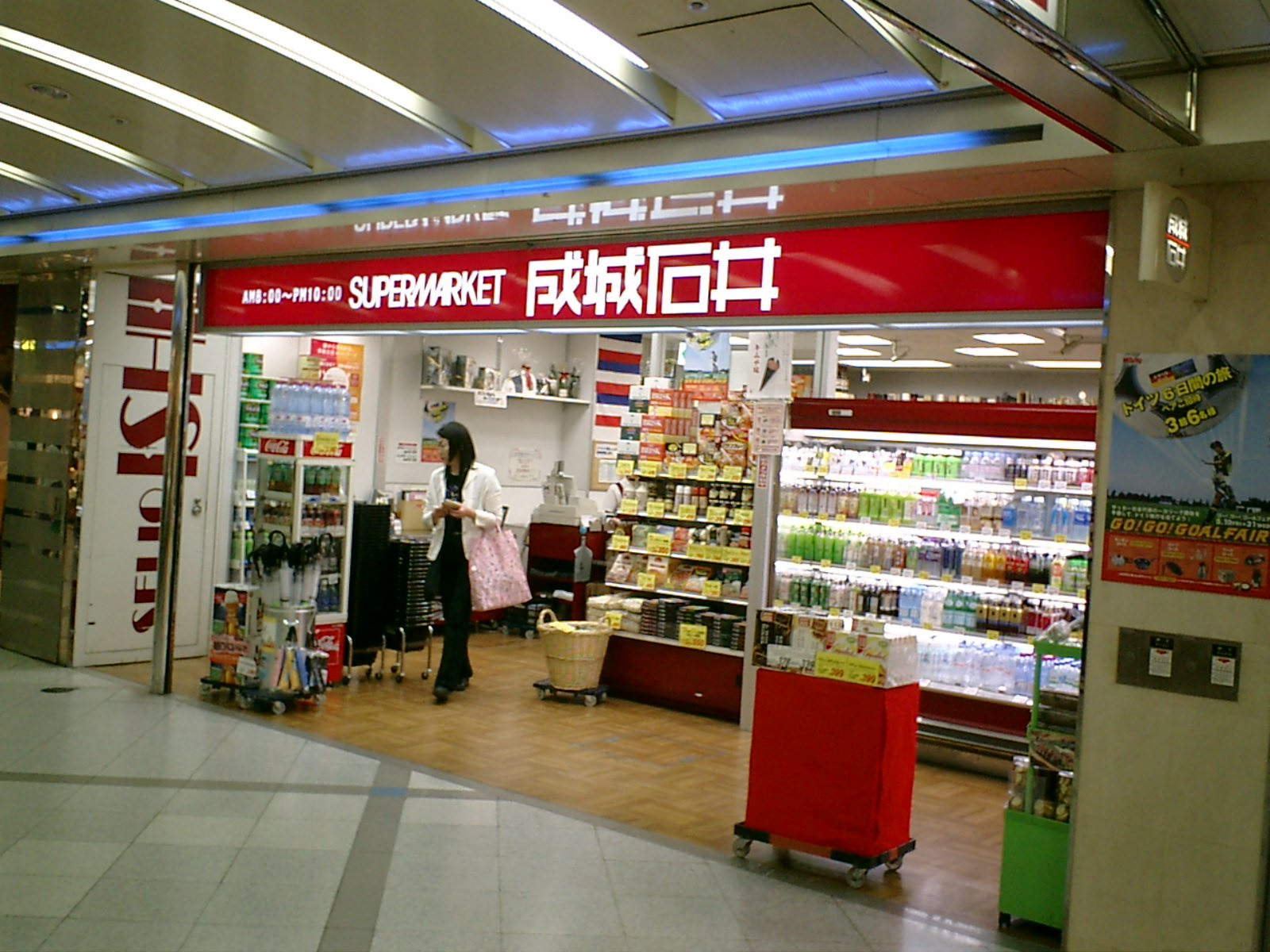
成城石井 大阪市北区・Whityうめだ店

輸入食料品を多く扱う一般スーパーマーケットである。高級住宅街として有名な世田谷区成城に本店を置く。当初は、スーパーマーケットのカテゴリーに属したが、レックス・ホールディングス傘下となり一般的なスーパーマーケットに経営方針を転換した。2014年以降はローソン傘下である。
成城石井の名称は、成城学園前駅前の果物店が、スーパーマーケットに業態転換したことに由来する。石井良明が社長に代替わりすると、高品質スーパーマーケットチェーンとして多店舗展開を開始した。2004年にレインズインターナショナルへ株式の66.7パーセント (%) を譲渡してレックスグループ傘下に加わり、2006年2月にレックスの完全子会社となり、従来の富裕層が多いエリアからターミナルの駅ビルへ出店した。
2006年3月から、24時間営業の高品質ミニスーパーマーケット業態「SEIJOISHII Select」を西麻布・代官山・日本橋・池袋サンシャインの4店舗で開始した。池袋サンシャイン店のみは7時30分 - 22時00分の営業である。2008年7月に代官山店を閉店し、現在は3店舗である。
2011年2月28日に親会社のレックス・ホールディングスが、三菱商事系のファンド会社『丸の内キャピタル』へ成城石井を売却する方向で調整中 と報道された。当初レックスは「現時点で何も決定していない」 としていたが、同ファンド設立の新会社に事業譲渡することで最終合意した旨を、3月8日にレックス と丸の内キャピタル 双方が発表し、5月31日に全事業譲渡手続き完了が発表された。
2014年には前述のとおり、ローソン傘下となっている。
2022年9月、親会社のローソンより、東京証券取引所に上場申請したことが発表されたが、同年12月16日に上場延期が発表された。

## 沿革
- 1927年 - 東京都世田谷区成城で創業。
- 1950年2月1日 - 株式会社石井食料品店を、東京都世田谷区成城町360番地に資本金50万円で設立。
- 1976年11月30日 - 株式会社成城石井に商号を変更し、スーパーマーケット業務を開始。
- 1988年 - 神奈川県横浜市に青葉台店を開店し、チェーン展開を開始。
- 1996年 - 東京都町田市のセントラルキッチンの操業を開始。
- 2001年 - 大阪梅田店開店し、近畿地方へ進出。
- 2004年
  - 名古屋駅広小路口店開店し、中部地方へ進出。
  - 10月 - レインズインターナショナル（現・レックス・ホールディングス）が経営権を取得し、同社の傘下となる。
- 2006年
  - 2月21日 - 株式交換でレックス・ホールディングスの完全子会社となる。
  - 7月18日 - 本社を東京都港区六本木のアーク八木ヒルズ（現・MFPR六本木麻布台）から同・六本木ファーストビルへ移転。
- 2007年
  - 1月 - イトーヨーカ堂、ファーストリテイリングなどでコンサルティングに関わった、大久保恒夫が社長に就任。
  - 7月30日 - 本社を横浜市西区北幸の横浜西口加藤ビル（旧・リバースチールビル）へ移転。
- 2010年9月1日 - 取締役執行役員営業本部本部長原昭彦が社長に就き、前社長大久保は相談役となる。
- 2011年
  - 3月8日 - 三菱商事系投資ファンド、丸の内キャピタル株式会社が設立する新会社に、全事業を事業譲渡することで最終合意[12]。
  - 5月31日 - 新会社へ全事業譲渡手続き完了[13]。
  - 12月15日 - 東名高速海老名SA上り線に、初めてサービスエリア内に24時間営業の店を出店した。飲酒運転防止のため酒類は扱わない[14]。
- 2014年
  - 5月 - 丸の内キャピタルが、成城石井の全株式を売却する意向を表明。
  - 9月30日 - ローソンが成城石井の買収を発表[15][16]。買収争奪戦にはローソンのほか三越伊勢丹とイオンの3社が乗り出したが、イオンの買収提示額はローソンと三越伊勢丹のそれを大幅に下回ったため断りを受けた[17]。残る2社が正式入札に参加し、最終的にローソンが550億円を提示して合意に至った[17]。
- 2015年
  - 3月13日 - 「遠隔地単店オペレーション」展開の第一弾として甲府駅ビル『セレオ甲府』に開店[18]。
  - 10月15日 - 新業態「成城石井 SELECT」の1号店をJR豊橋駅改札内に、12月11日にJR名古屋駅太閤通口に2号店を、それぞれ開店[19]。
- 2016年2月5日 - プライベートブランド「desica」を発表[20]。
- 2017年
  - 6月1日 - エスパル仙台店開店し、東北地方へ進出[21]。
  - 9月 - 「新青果チルドセンター」を本格稼働する。群馬県初出店の「高崎モントレー店」、新業態店舗のグローサラント型店舗「トリエ京王調布店」をそれぞれ開店。
- 2018年
  - 3月 - マルシェの名称でコーチャンフォー札幌新川店内に成城石井の商品取り扱いコーナーを開設し、北海道へ進出。
  - 4月 - 滋賀県初出店の「近鉄草津店」を開店。
- 2020年
  - 6月29日 - 岡山県、ならびに中四国九州地方初出店の「さんすて岡山店」を開店。
- 2021年
  - 11月15日 - 一部店舗にてポイントカード「Ponta」を導入[22]。
  - 11月19日 - 福島県初出店の「エスパル郡山店」を開店[23]。
- 2022年
  - 9月9日 - 東京証券取引所に上場申請[10]。
  - 12月16日 - 上場申請の取り下げを発表[11]。
- 2024年
  - 3月21日 - 新潟県、ならびに北陸地方初出店の「CoCoLo新潟店」を開店[24]。
  - 9月3日 - 静岡県東部地区で2店目出店の「アントレ沼津店」を開店。
- 2025年8月13日 - 本社を横浜市西区みなとみらいの横浜シンフォステージウエストタワーへ移転[25][26][27]。

## 店舗
2021年10月現在、直営166店舗、フランチャイズ25店舗である。
2021年11月現在、北海道・四国地方・九州地方・沖縄県には店舗が存在しない（ただし、取り扱い店舗は存在する）。

## テレビ番組
- 日経スペシャル カンブリア宮殿 "こだわり"で客を魅了するスーパー『成城石井』人気の秘密（2015年11月26日、テレビ東京）[28]

## 書籍

### 関連書籍
- 『成城石井はなぜ安くないのに選ばれるのか？』（著者:上阪徹）（2014年6月24日、あさ出版）ISBN 9784860636999
- 『成城石井の創業 そして成城石井はブランドになった』（著者:石井良明）（2016年4月14日、日本経済新聞出版社）ISBN 9784532320713
- 『成城石井のベストアイテム』（編者:宝島社）（2019年10月1日、宝島社 TJ MOOK）ISBN 9784800298119
- 『成城石井 世界の果てまで、買い付けに。』（著者:上阪徹）（2020年7月31日、自由国民社）ISBN 9784426120634
- 『成城石井スーパー BEST BUY』（編者:マイウェイ出版）（2020年8月27日、マイウェイ出版 マイウェイムック）ISBN 9784866904740
- 『成城石井 Special Book』（編者:扶桑社）（2022年2月21日、扶桑社 FUSOSHA MOOK）ISBN 9784594618247